# Lou Ann Barton

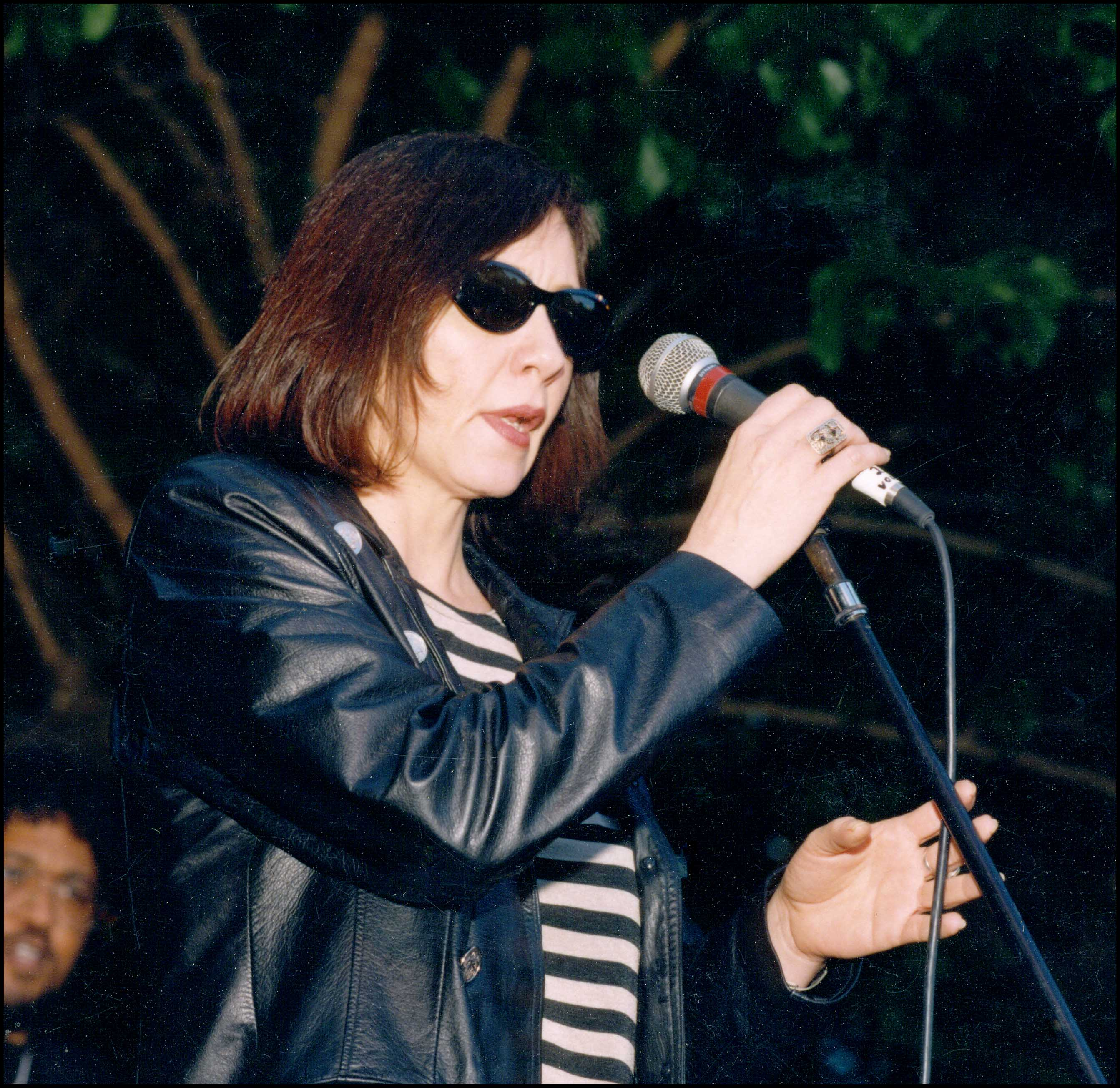
Lou Ann Barton 2006

Lou Ann Barton (* 17. Februar 1954 in Fort Worth, Texas) ist eine US-amerikanische Blues- und Bluesrocksängerin.
Die Tochter eines LKW-Fahrers und einer Buchladenbesitzerin wurde 1980 in einem New Yorker Club von Glenn Frey (The Eagles) als Bluestalent entdeckt. Die Sängerin, seit den 1970er Jahren in Austin/Texas lebend, nahm 1982 ihr erstes Album auf. „Old Enough“ kam als einziges Debütalbum des Jahres in die MTV Top Ten.
Erste Banderfahrungen sammelte sie als Mitglied der Triple Threat Revue mit Stevie Ray Vaughan und W. C. Clark, in dessen späterer Band The W. C. Clark Blues Revue sie ebenfalls Sängerin war. Als Frontfrau für Bands wie The Fabulous Thunderbirds, Roomful of Blues, The Five Careless Lovers und Lou Ann and the Fliptops tourte Barton durch diverse Dancehalls und Clubs, vornehmlich in Texas. Neben eigenen Songs bringt sie bekannte Nummern von Klassikern des Genres wie Slim Harpo, Irma Thomas, Wanda Jackson und Jimmy Reed. Die Vertreterin des Electric Texas Blues hat in den ersten 25 Jahren ihrer Karriere sieben Alben aufgenommen.
Lou Ann Barton tourte 2006 zusammen mit Bob Dylan durch die Vereinigten Staaten.

## Alben
- 1982: Old Enough (auf Texas Music Group / Lone Star Records)
- 1986: Forbidden Tones (auf Spindletop)
- 1989: Read My Lips (auf Texas Music Group / Lone Star Records)
- 1990: Dreams Come True – gemeinsam mit Marcia Ball und Angela Strehli (auf Texas Music Group / Lone Star Records)
- 1998: Sugar Coated Love mit Stevie Ray Vaughan u. a. (wiederveröffentlicht auf M.I.L. Multimedia)
- 2001: Thunderbroad (auf Blues Factory)
- 2002: Someday (auf Catfish)